# Surface patellaire du fémur
La surface patellaire du fémur (ou trochlée fémorale) est la partie antérieure des surfaces articulaires des condyles médial et latéral du fémur.

## Description
La surface patellaire du fémur est formée par les deux surfaces articulaires formant deux versants convexes d'une trochlée. Les deux versants sont réunis par une gouttière antéro-postérieure. Le versant latéral est plus large et plus saillant que le médial.
Les faces patellaires sont séparées des surfaces condyliennes proprement dites par les rainures condylo-trochléennes situées entre les bords latéraux des condyles et l'extrémité antérieure de la fosse intercondylaire, la rainure médiale étant plus antérieure que la latérale.
La surface patellaire s'articule avec la face articulaire de la patella.